# Colasposoma purcharti
Colasposoma purcharti é uma espécie de escaravelho de folha endémico na Socotará.  Foi descrito por Stefano Zoia em 2012. A espécie está nomeada após Luboš Purchart, quem recolheu alguns dos materiais para estudo.